# サマーフレッシュ
サマーフレッシュは柑橘類の一種。タンゼロ類に分類される栽培品種である。1947年に静岡県庵原郡興津町（現：静岡市清水区興津地区）の農研機構（旧果樹試験場）において、ハッサクにナツミカンを交配した実生を育成し、選抜を経て1982年10月21日に品種登録された。主に三重県御浜町で作られている。

## 特徴
ミカン科ミカン属の常緑小高木。
果実は300~400グラムと大玉で表面は滑らか、果皮はハッサクよりやや淡い橙黄色である。
果皮の厚さは6~7 ミリメートルとブンタン類の中では薄い方で、剥皮性はハッサクと同程度である。
果肉はハッサク、ナツミカンより淡い淡黄色で、肉質は硬くしまっていて、
果汁はハッサクより多く、ナツミカンより少ない。果汁の糖度は12%前後と高いが酸度も高く、またわずかな苦みもあって、さっぱりとした味わいの中に旨みもある、生食に向いたミカンである。

## 生産
三重県御浜町で生産されている。
2010年の収穫量は190トンである。全国的にミカンの収穫はハウスもの以外は6月から9月まで行われないが、サマーフレッシュは柑橘類の中でも極めて晩生な品種であり、成熟期は6月で6～8月に出荷される。また、そうか病、かいよう病などの病害虫に強く有機栽培向きである。